# Joachim Blüher
Joachim Blüher (Uelzen, 1953) è uno storico dell'arte e manager culturale tedesco.
Dal 2002 fino alla fine di giugno 2019 è stato direttore dell'Accademia Tedesca di Roma Villa Massimo.

## Biografia
Dopo aver conseguito la maturità nel 1974, Joachim Blüher svolge il servizio civile presso i Beni Culturali della città di Magonza nell’area della tutela del patrimonio archeologico. Successivamente studia storia dell’arte e archeologia a Magonza, Vienna, Roma e Bonn. Nel 1989 consegue il dottorato di ricerca presso la Rheinische Friedrich-Wilhelm-Universität Bonn con una tesi su La precedente rotonda di S. Martino – La Gerusalemme Celeste nella Bonn del XII secolo. Durante gli studi universitari lavora come restauratore in ambito archeologico in Germania e in Francia. Sempre in quel periodo si impegna come fotografo e curatore di esposizioni internazionali di design per gioielli della Galleria Birgitta Knauth di Bonn. 

### Il gallerista e la galleria Joachim Blüher
Dal 1989 al 1993 Blüher lavora per la Galleria Michael Werner, Colonia e New York. Dal 1993 dirige la Galleria Joachim Blüher sita nella Gertrudenstraße 7 a Colonia. Qui espone artisti come Georg Baselitz, Sigmar Polke, A.R. Penck, Jörg Immendorff e Per Kirkeby, ma rappresenta anche artisti più giovani come Jean-Michel Alberola, Siegfried Anzinger, Saskia Niehaus, Peter Roesch, Dirk Sommer e Barbara Camilla Tucholski.
Nel 1994 Blüher espone nella sua galleria una piccola selezioni di disegni di Victor Hugo. In Intime Protokolle der Phantasie – Der Romancier Victor Hugo als Zeichner (trad. lett. “Intimi protocolli della fantasia – Il romanziere Victor Hugo come disegnatore“) presenta 27 opere di piccolo formato tratte dalla poco nota opera grafica del romanziere, altrimenti conservata principalmente presso la Bibliothèque Nationale di Parigi.
Nel 1994 e nel 1996 Benjamin Katz espone presso la Galleria Blüher. Nel 1998 e nel 2001 Joachim Blüher presenta le fotografie di Jaroslav Poncar. Nel 2001 è la volta delle immagini del fotogiornalista Thomas Rabsch.

### Direttore di Villa Massimo
Nel 2002 l’allora Ministro per la cultura Julian Nida-Rümelin nomina Joachim Blüher direttore di Villa Massimo, l’Accademia Tedesca Roma, affidandogli l’incarico di rilanciare l’ente con l’obiettivo, tra l’altro, di rafforzare la reputazione dell’Accademia come istituzione per la promozione di artisti tedeschi di grande talento e metterla in stretto contatto con la scena culturale romana.
Blüher spicca tra i 160 aspiranti alla direzione anche per la sua fluente conoscenza della lingua italiana. Dopo aver già vissuto a Roma, all’inizio degli anni 1980, ritorna a viverci con la moglie Birgitta Knauth, titolare di una galleria d’arte per gioielli a Bonn, e i loro due figli, per assumere la direzione dell’Accademia dal 1º settembre 2002. In quello stesso anno, proprio a Villa Massimo, un gatto, Rosso, sceglie di aggregarsi alla famiglia Blüher. Questo gatto appare come figura letteraria nei testi di Sibylle Lewitscharoff, Katja Lange-Müller, Jan Wagner o Hanns-Josef Ortheil. Nel 2003 accoglie i primi borsisti di Villa Massimo all’insegna del “Schluss mit dem Dornröschenschlaf“, per risvegliare l’Accademia dal suo sonno di bella addormentata. Blüher, considerato un ottimo mediatore e maestro nella messa in scena, organizza numerosi eventi come feste estive, mostre, concerti e letture. Anche la cerimonia di conferimento del premio cinematografico il Globo d’oro si svolge regolarmente nella cornice di Villa Massimo. In questo modo è stato possibile suscitare a Roma maggior interesse per l’istituzione tedesca.

### La notte di Villa Massimo
Nel 2007 Joachim Blüher inventa la “Notte di Villa Massimo“: ogni anno a febbraio, nel Martin-Gropius-Bau di Berlino, i borsisti presentano sotto forma di letture, mostre e concerti i loro lavori realizzati durante il soggiorno romano.

### Borsa di studio per le arti pratiche
Con le cosiddette “borse di studio per le arti pratiche“, Blüher propone anche di aprire Villa Massimo a chi non è artista in senso stretto ma opera in ambiti professionali che “corrispondono alle arti“. Tra i borsisti di arti pratiche anche Sasha Waltz, Jim Rakete e Till Brönner, Martin Helmchen e l’organaro Philipp Casper Andreas Klais. Sono stati resi possibili anche i soggiorni del tipografo Friedrich Forssman, della direttrice d’opera Valentina Simeonova, dello stampatore d’arte Till Verclas e del fornaio Josef Wagner. Anche Konstantin Grcic, Barbara Klemm, Stefan Sagmeister e Peter Zizka sono stati borsisti di arti pratiche di Villa Massimo. 
Joachim Blüher è ad oggi l’unico direttore di Villa Massimo che concluderà il suo mandato dopo 17 anni di regolare servizio. Nel 2020 è stato insignito del Bundesverdienstkreuz am Bande ("Croce al merito federale") per i suoi meriti.

### Famiglia
Joachim Blüher proviene da una vecchia famiglia di avvocati e politici. Il bisnonno Carl Wilhelm Blüher (1790 – 1857) era un avvocato tedesco e membro della Seconda Camera dell’Assemblea cittadina del Regno di Sassonia, la bisnonna Jenny Blüher era sposata con Kurt Sorge. Bernhard Blüher (1864 – 1938), sindaco di Dresda, era il suo prozio. Blüher è sposato con Birgitta Knauth, titolare dell’omonima galleria d’arte per gioielli a Bonn, e ha due figli grandi.